# 3765 Texereau
3765 Texereau (1982 SU1) là một tiểu hành tinh vành đai chính được phát hiện ngày 16 tháng 9 năm 1982 bởi K. Tomita ở Caussols.